# سكوت غاردنر
سكوت غاردنر (بالإنجليزية: Scott Gardner)‏ (1 أبريل 1988 بلوكسمبورغ - ) هو لاعب كرة قدم بريطاني في مركز الدفاع. شارك مع منتخب إنجلترا تحت 16 سنة لكرة القدم ومنتخب إنجلترا تحت 21 سنة لكرة القدم. أما مع النوادي، فقد لعب مع ليدز يونايتد وEastwood Town F.C. ‏ ونادي مانسفيلد تاون وFarsley Celtic F.C. ‏.

## وصلات خارجية
- سكوت غاردنر على موقع قاعدة بيانات كرة القدم.إي يو (الإنجليزية)
- سكوت غاردنر على موقع Soccerbase.com (لاعب) (الإنجليزية)